# Лосев, Василий Иванович
Василий Иванович Лосев (?—1856) — майор, герой Кавказской войны.
Дата рождения не установлена. В 1820 г. поступил юнгой в Черноморское артиллерийское училище, в 1828 г. определился юнкером в Черноморский флот и в том же году отправился на театр русско-турецкой войны, где принял участие во взятии Варны, за что был награждён знаком отличия Военного ордена.
Переименованный в 1831 г. в прапорщики артиллерии и произведённый в 1833 г. в подпоручики, а в 1838 г. — в поручики, он в том же, 1838 году, был переименован в мичманы и участвовал на фрегате «Браилов» в десантной высадке в Абхазии при занятии местечка Шапсухо; за это дело Лосев был награждён орденом св. Анны 4-й степени.
В следующем году он был произведён в лейтенанты и плавал у Кавказских берегов, участвовал в десантах для занятия местечек Субати и Псезуапе.
В 1852 г. Лосев был назначен асессором комиссии военного суда в Измаиле, с переименованием в капитаны по адмиралтейству. 26 ноября 1853 года он, за многократные отличия при занятии укреплённых пунктов на Кавказском берегу и за беспорочную выслугу, был награждён орденом св. Георгия 4-й степени (№ 9241 по кавалерскому списку Григоровича — Степанова).
В 1855 г. Лосев произведён в майоры и в следующем году, 12 января, скончался.